# Hygrotus hydropicus
Hygrotus hydropicus är en skalbaggsart som först beskrevs av Leconte 1852.  Hygrotus hydropicus ingår i släktet Hygrotus och familjen dykare. Inga underarter finns listade i Catalogue of Life.